# Эндоскопическая ретроградная панкреатохолангиография
Эндоскопи́ческая ретрогра́дная панкреатохолангиографи́я (ЭРПХГ) — метод исследования жёлчных протоков и протоков поджелудочной железы, основанный на их наполнении через эндоскоп рентгенконтрастным веществом и наблюдении через рентгеновскую установку.
Для ЭРПХГ применяются дуоденоскопы с боковой оптикой, что даёт возможность детально исследовать большой дуоденальный сосочек и провести его канюлизацию. Время, затрачиваемое для канюлирования, определяется многими факторами (может варьироваться от 10 до 90 минут).

## Эндоскопическая папиллосфинктеротомия
Эндоскопическая назобилиарная папиллосфинктеротомия (или Эндоскопическая сфинктеротомия) — хирургическое эндоскопическое вмешательство, заключающееся в рассечении большого дуоденального сосочка, направленное на нормализацию желчеоттока и/или функционирования сфинктера Одди. Выполняется во время проведения ЭРПХГ. Применяется при удалении камней из желчных протоков, а также при лечении, в том числе дисфункции сфинктера Одди.